# L-303
La L-303, antiga C-352, o Carretera de Cervera a Agramunt, és una carretera antigament anomenada provincial, actualment gestionada per la Generalitat de Catalunya. La L correspon a la demarcació de Lleida. Tanmateix, la denominació antiga corresponia a una carretera comarcal, com indicava la C amb què començava. Discorre pels termes municipals de Cervera, a la comarca de la Segarra i d'Agramunt, a la de l'Urgell.

## Cervera
Comunica el cap de la comarca de la Segarra amb Agramunt, recorregut que fa en quilòmetres. Arrenca del mateix centre de Cervera, a l'antic traçat de la carretera N-II, actual Avinguda de Catalunya, de la qual marxa cap al nord per l'Avinguda d'Agramunt. Segueix aquesta avinguda fins al punt giratori de la intersecció amb l'Avinguda del President Macià, on la carretera trenca cap a l'oest-nord-oest, sortint ja del nucli urbà de Cervera, moment en què passa ran de la façana meridional del Cementiri Municipal de Cervera i, poc després, ran de la fita quilomètrica 2, arriba al lloc d'on surt cap al sud-est el carrer que enllaça la carretera amb el Polígon Cervera Industrial. Continua en la mateixa direcció fins que, a tres quilòmetres de l'inici i arribant a l'extrem occidental del Clot dels Àlbens, per on passa l'actual traçat de l'autovia A-2, torç cap al nord-oest. En aquest lloc travessa l'autovia en un punt giratori damunt de les calçades de l'autovia, amb la qual hi enllaça, i emprèn cap al nord.
Just ran de la fita quilomètrica 3 es troba a llevant l'Aeroclub de Cervera i a ponent, l'arrencada de la pista rural asfaltada que en 3,6 quilòmetres mena al poble del Canós. Al cap d'un altre quilòmetre torna a trencar cap al nord-oest, fins que arriba a la fita quilomètrica 4, on hi ha la cruïlla de la qual surt cap al nord-est la pista rural que mena a la Cardosa en quasi 1 quilòmetre. Un quilòmetre més endavant arriba al Clot del Tià, on deixa enrere el terme municipal de Cervera per tal d'entrar en el dels Plans de Sió.

## Els Plans de Sió
Ja en els Plans de Sió, arriba a l'extrem meridional del nucli de Montcortès de Segarra, on també es troba l'arrencada cap a ponent del Camí de Montcortès de Segarra a l'Aranyó, pel qual s'arriba a l'Aranyó en 950 metres mena a aquest darrer poble. Poc més endavant, just abans de la fita quilomètrica 7, es troba la cruïlla d'on surt, cap al sud-oest, la Carretera de l'Aranyó, que també mena a aquest poble, en aquest lloc a 500 metres. Al cap d'uns 300 metres més cap al nord-oest troba l'arrencada, cap al sud-oest, del camí que mena a Muller en 850 metres. La carretera continua cap al nord-oest fins que al punt quilomètric 9, troba un punt giratori a ponent dels Plans de Llenguaeixuta on la L-303 es troba amb la carretera L-310, que travessa de sud-oest a nord-est enllaçant Tàrrega amb Guissona. Tres quilòmetres més endavant, la L-303 arriba a una cruïlla d'on surt cap al nord-est la carretera L-304, que duu des d'aquest lloc a Concabella. Al cap de 150 metres la L-303 abandona el terme dels Plans de Sió per a entrar en el d'Ossó de Sió.

## Ossó de Sió
De seguida que entra en el terme d'Ossó de Sió, arriba a migdia del poble de Bellver d'Ossó, i en quasi un quilòmetre i mig més, a prop i també a migdia del poble d'Ossó de Sió, que queda uns 700 metres al nord per aquest accés. Al cap de mig quilòmetre troba un segon accés al mateix poble, que ara queda 650 metres a llevant. La carretera continua cap al nord-oest, fent alguns canvis de direcció, i en quasi dos quilòmetres més arriba al sud-oest del poble de Castellnou d'Ossó, accessible per una pista rural asfaltada de 350 metres. En el mateix lloc hi ha l'arrencada cap al sud-sud-oest de la Carretera de Montfalcó d'Ossó a Castellnou d'Ossó, que duu fins al poble de Montfalcó d'Ossó en 1,4 quilòmetres. Just en aquesta cruïlla deixa enrere el terme d'Ossó de Sió i entra en el de Puigverd d'Agramunt.

## Puigverd d'Agramunt
Al punt quilomètric 18,5 es troba l'arrencada d'un camí rural asfaltat cap al nord que en 200 metres duu al poble de Puigverd d'Agramunt, i 600 metres més endavant, a una segona cruïlla que mena al mateix poble, ara a 450 metres a llevant. La L-303 continua cap al nord-oest i en quasi un quilòmetre més arriba a un punt giratori sense cap més sortida que la mateixa carretera, i just en sortir-ne, deixa el terme de Puigverd d'Agramunt i comença a recórrer el d'Agramunt.

## Agramunt
La L-303 entra en el terme d'Agramunt al nord del Tossal de les Peixeres, arriba a un segon punt giratori que pel costat sud-oest enllaça amb carrers d'Agramunt (Avinguda de la Generalitat i Carrer de la Segarra), i tot seguit travessa el Sió. La carretera entra en el nucli urbà agramuntí per l'Avinguda de Jaume Mestre, que en tòrcer cap a ponent es transforma en el Carrer d'Àngel Guimerà i quan torna a trencar una mica cap al nord en l'Avinguda de Maria Jolonch, i finalment troba la carretera C-14 (antiga C-240), al cap de 21,3 quilòmetres de recorregut.